# Élections générales péruviennes de 2001
Les élections générales du Pérou pour la période 2001-2006 se déroulèrent le 8 avril et le 3 juin 2001 pour renouveler le pouvoir exécutif et le pouvoir législatif. Les élections furent remportées par Alejandro Toledo.

## Système électoral des législatives
Le Congrès de la République est un parlement unicaméral doté de 130 sièges pourvus pour cinq ans au scrutin proportionnel plurinominal dans 25 circonscription électoraleplurinominales. Les sièges sont répartis selon la méthode d'Hondt au quotient simple, sans seuil électoral. Les électeurs ont également la possibilité d'effectuer jusqu'à deux votes préférentiels pour des candidats de la liste choisie afin de faire monter leurs places dans celle-ci,,.
Le vote est obligatoire de 18 à 70 ans. Les élections ont traditionnellement lieu en avril pour une mise en place de la nouvelle législature en juillet.

## Contexte
Après la démission et la destitution du président Alberto Fujimori en 2000, la présidence de la République devait être assumée par le vice-président Francisco Tudela. Mais le chaos politique qui régnait dans le pays empêcha une transition tranquille et Tudela se désista. Le deuxième vice-président ne fut pas reconnu par l’opposition. La présidence devait donc échoir à la présidente du congrès Martha Hildebrandt, mais celle-ci fut destituée elle aussi car proche de Fujimori.
Lors d’une session extraordinaire, le Congrès élit un congressiste de l’opposition, Valentín Paniagua Corazao comme président du Congrès, ce qui fit de lui le président de Transition du Pérou. La principale mission du président Paniagua était de créer les conditions politiques pour tranquilliser le pays. Il convoqua des élections pour le 8 avril 2001.
Donné largement favori dans les sondages du fait de son statut d'opposant au régime d'Alberto Fujimori, Alejandro Toledo multiplie les faux-pas pendant sa campagne. Les photos de son séjour dans un hôtel de luxe sur une plage des Caraïbes font scandale dans un pays où plus d'un tiers de la population misérablement. Il est également attaqué sur son supposé penchant pour la cocaïne et sa présumée fille illégitime. Son plus proche conseiller, Alvaro Vargas Llosa (fils de l'écrivain Mario Vargas Llosa), quitte son équipe électorale entre les deux tours, déclarant :  « Je ne veux pas continuer à tromper les électeurs » et se disant « profondément déçu » par Alejandro Toledo.

## Candidats
- Alejandro Toledo pour Pérou possible
- Alan García Pérez pour le Partido Aprista Peruano
- Lourdes Flores pour Unidad Nacional
- Fernando Olivera Vega pour el Frente Independiente Moralizador
- Carlos Boloña pour Solución Popular
- Ciro Alfredo Gálvez pour Renacimiento Andino
- Marco Antonio Arrunátegui pour Proyecto País
- Ricardo Noriega Salaverry pour Todos Por La Victoria

## Résultats du premier tour
- Pérou possible : 3 871 167 (36,51 %)
- Partido Aprista Peruano : 2 732 857 (25,77 %)
- Unidad Nacional : 2 576 653 (24,30 %)
- Frente Independiente Moralizador : 1 044 207 (9,84 %)
- Solución Popular : 179 243 (1,69 %)
- Renacimiento Andino : 85 436 (0,80 %)
- Proyecto País : 79 077 (0,74 %)
- Todos Por La Victoria : 33 080 (0,31 %)

Aucun candidat n’ayant atteint les 50 % plus une voix requis, les deux participants qui ont obtenu le plus de votes s’opposèrent au cours d’un second tour le 3 juin 2001.

## Participants au second tour
- Alejandro Toledo pour Pérou possible
- Alan García pour le Partido Aprista Peruano

## Résultats du second tour
- Pérou possible : 5 548 556
- Partido Aprista Peruano : 4 904 929

Le 28 juillet 2001, Toledo devient officiellement président du Pérou avec 44 sièges au Congrès. Son mandat dure jusqu’au 28 juillet 2006.
Les prochaines élections ont lieu le 9 avril 2006.